# Gonypeta simplex
Gonypeta simplex es una especie de mantis de la familia Mantidae.

## Distribución geográfica
Se encuentra en Singapur.